# Clément-Charles Sabrevois de Bleury
Clément-Charles Sabrevois de Bleury, né le 28 octobre 1798 à William-Henry et mort le 15 septembre 1862 à Saint-Vincent-de-Paul, est un militaire, un seigneur, un avocat et un homme politique québécois. Parmi ses neveux, on retrouve le premier ministre du Québec Charles-Eugène Boucher de Boucherville et le propriétaire foncier Louis-Tancrède Bouthillier.

## Biographie

### Origines et enfance
Clément-Charles Sabrevois de Bleury naquit dans une ancienne famille militaire à William-Henry, au Bas-Canada, le 28 octobre 1798. Il fut le fils du commandant Clément-Christophe Sabrevois de Bleury (1755–1827) et d'Amélia Bowers, fille d'un officier de l'armée britannique à la retraite d'Halifax. Son ancêtre paternel, un fils cadet d'Henri de Sabrevois, Sieur de Sermonville, partit de Garancières-en-Beauce pour s'établir en Nouvelle-France en 1685 en tant que jeune lieutenant d'une compagnie d'infanterie, et est devenu plus tard un Chevalier de Saint-Louis. 
En 1764, son grand-père vendit les seigneuries de la famille à Sabrevois et Bleury au général Gabriel Christie pour 7300 livres. Sabrevois de Bleury grandit à Montréal dans ce qu'on nomme aujourd'hui la « Maison Clément-Sabrevois de Bleury », située sur la rue Saint-Gabriel.

### Droit et carrière militaire
De 1809 à 1815, il fit ses études à Montréal au Petit Séminaire de Montréal. Il entra dans le cabinet d'avocats de son beau-frère, Basile-Benjamin Trottier Desrivières-Beaubien, et fut admis au Barreau de Montréal en 1819. Il acquit bientôt une brillante réputation et « [conquit] par son charme, l’élégance de ses manières et son style de vie raffiné la haute société montréalaise ». 
Ses antécédents familiaux et ses compétences en armes lui valurent une commission en 1825 comme lieutenant dans le 3e bataillon de milice de Montréal. En 1830, il fut promu capitaine des « Chasseurs canadiens ». En 1838, il fut promu major et dix ans plus tard, il fut nommé lieutenant-colonel, commandant les Montreal Rifles.

### Politique
En 1832, après la démission de François-Roch de Saint-Ours, il fut élu à la Chambre d'assemblée du Bas-Canada pour le district de Richelieu, soutenant le Parti patriote. Au début de sa carrière politique, il suivit Louis-Joseph Papineau et l'aile radicale du parti, mais à partir de 1835, il se rapprocha du plus modéré Elzéar Bédard et, à la fin de son mandat à la chambre, il se rangea du côté du Parti bureaucrate. Il conserva son siège jusqu'à sa nomination au Conseil législatif le 22 août 1837. Il demeura au conseil jusqu'à la suspension de la constitution, le 27 mars 1838.
En 1836, il se battit en duel d'abord avec Charles-Ovide Perrault, puis avec Ludger Duvernay. Ces duels ne firent aucun mort. En juin 1839, il publia une réfutation de l'Histoire de l’insurrection du Canada, publiée par Papineau dans l’hebdomadaire parisien La Revue du progrès politique, social et littéraire. Bleury y défendit la thèse d'un Papineau qui a « préparé, voulu et même prévu la résistance armée » et qui doit assumer la responsabilité des malheurs qui s'abattent sur le Bas-Canada.
Bleury a été conseiller municipal pour Montréal de 1839 jusqu'à la fin de 1844, date à laquelle il a été élu à l'Assemblée législative du Canada-Uni pour Montréal comme député Tory, et encore une fois en 1847. Il n'était pas candidat aux élections de 1848. Il signa en 1849 le Manifeste annexionniste, qui prônait l'union du Canada avec les États-Unis, et fut défait aux élections de 1854 dans Laval.

### Mort
Bleury décéda le 15 septembre 1862 dans son manoir à Saint-Vincent-de-Paul, près de Laval, à l'âge de 63 ans. Il fut inhumé à la Cathédrale Notre-Dame, à Montréal. Après sa mort, Louis-Tancrède Bouthillier, un neveu par alliance, acheta le manoir lourdement hypothéqué.